# Borovice u Košináře

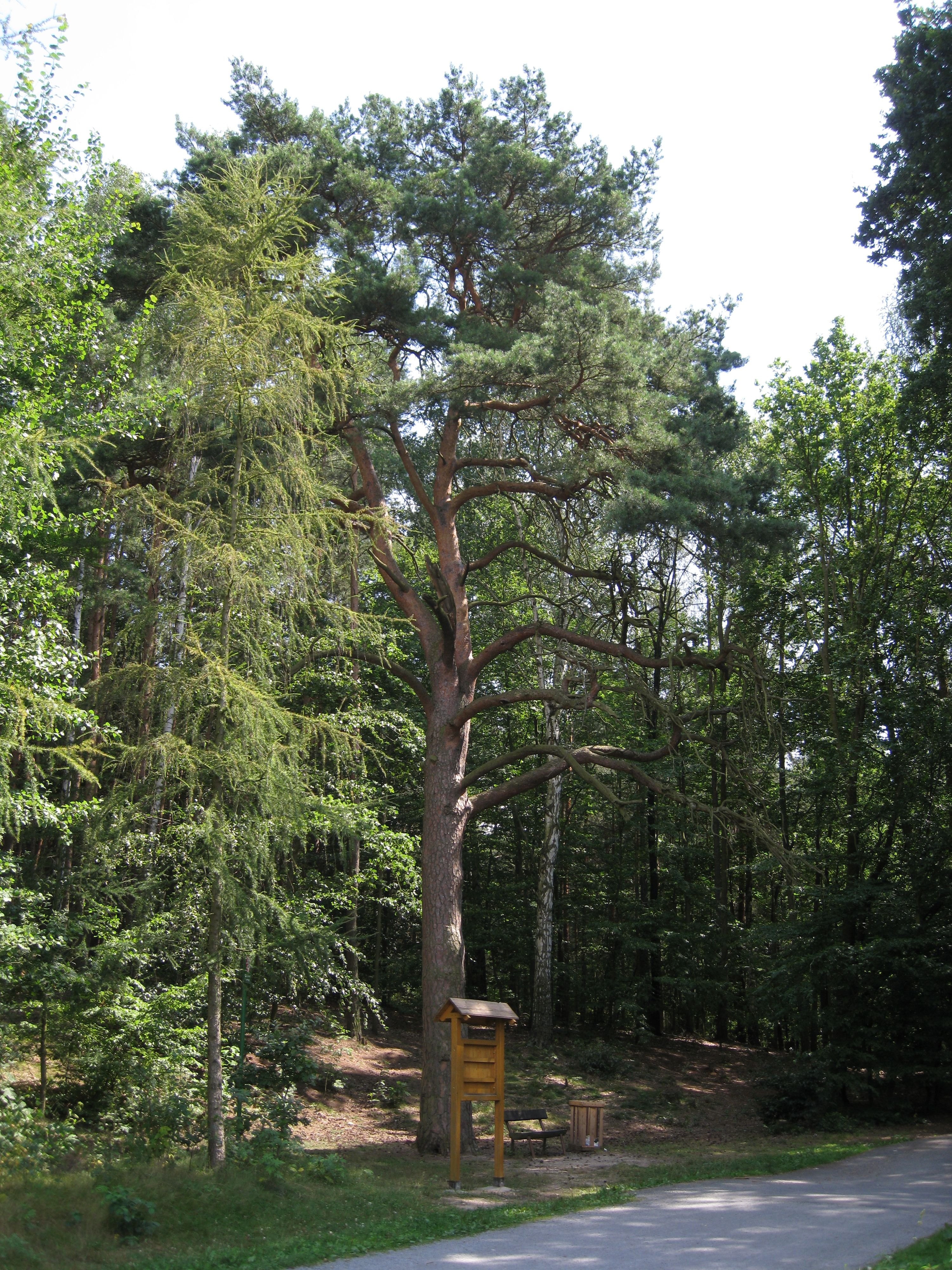
Pohled od severozápadu

Borovice u Košináře nebo též Borovice u Sádek je památný strom v Plzni. Borovice lesní (Pinus sylvestris) roste přibližně 130 m jihovýchodně od hráze rybníka Košináře v nadmořské výšce 316 m, tj. v Březové ulici na okraji lesa poblíž rybích sádek (parcela č. 2922/1 na katastrálním území Bolevec).
Strom má neporušený sloupovitý kmen s prvními větvemi ve výšce cca 5 metrů. V přibližně 7 metrech se kmen rozděluje na dvě stejně velké kosterní větve, které jsou základem koruny stromu. Všechny větve před rozdělením kmene a několik silnějších větví v koruně jsou uschlé. Obvod kmene je 246 cm a koruna dosahuje do výšky 19 m. Strom je chráněn od 3. května 2006 na základě rozhodnutí ŽP/2242-3/06 vydaného 13. dubna téhož roku Magistrátem města Plzně pro svoji velikost, dobrý zdravotní stav, výraznou estetickou a naučnou funkci.
Před stromem je lavička, v jeho blízkosti je informační tabule. Přibližně ve vzdálenosti 25 m je mezi stromy u cesty další vzrostlá borovice. Okolo stromu prochází zelená turistická trasa 3609 z Bílé Hory do Kaznějova, žlutá turistická trasa 6624 z Doubravky do Starého Plzence a žlutý místní okruh 9230 z Bolevce přes Třemošnou.